# Football League First Division 1967/1968
Football League First Division 1967/68 byla nejvyšší anglickou fotbalovou soutěží. Vítězem se stal a do Poháru mistrů evropských zemí se kvalifikoval Manchester City FC a spolu s ním i druhý tým Manchester United FC jako obhájce titulu, do Veletržního poháru 1968/69 se kvalifikovaly týmy Liverpool FC, Leeds United FC a Newcastle United FC. Účast v Poháru vítězů pohárů si zajistil tým West Bromwich Albion FC.
Soutěže se zúčastnilo celkem 22 týmů, soutěž se hrála způsobem každý s každým doma-venku (celkem tedy 42 kol) systémem podzim-jaro. Dva poslední týmy Sheffield United FC a Fulham FC přímo sestoupily.

## Konečná tabulka
Z = odehrané zápasy; V = výhry; R = remízy; P = prohry; GD = dané goly; GI = inkasované goly; Bod = počet bodů

CL = přímý postup do Ligy mistrů, CW = postup do Poháru vítězů pohárů, UC = postup do Veletržního poháru, S = sestup

## Střelecká tabulka
| Střelec       | Počet gólů | Klub                    |
| ------------- | ---------- | ----------------------- |
| George Best   | 28         | Manchester United FC    |
| Ron Davies    | 28         | Southampton FC          |
| Jeff Astle    | 26         | West Bromwich Albion FC |
| Roger Hunt    | 25         | Liverpool FC            |
| Jimmy Greaves | 23         | Tottenham Hotspur FC    |